# Teodor Kalkstein
Teodor Kalkstein (ur. ok. 1850 w Prusach Zachodnich, zm. 1905), ekonomista, polski działacz społeczny.
Studia literackie odbył w Lipsku i Monachium oraz rolnicze w Halle. Był w zarządzie Banku ziemskiego w Poznaniu, gdzie przyczynił się znakomicie do rozwoju tej instytucji, przeznaczonej do przeciwdziałania pruskiej Komisji Kolonizacyjnej.
Ogłosił:
- A. Mickiewicz, eine historisch social-politische Studie, Peplin 1877;
- Spółki rolne, Toruń 1887;
- Rozwój osadnictwa krajowego we wschodnich prowincjach monarchii Pruskiej i prawodawstwo rentowe, 1894.